# 艾倫·德肖維茨
艾倫·莫顿·德肖維茨（英語：Alan Morton Dershowitz，1938年9月1日—），美国律师和法律学者，以其对美国宪法和美国刑法的学术而闻名，他也是公民自由倡导者。从1964年到2013年，在哈佛大学法学院任教，并于1993年被任命为菲利克斯·法兰克福法学院的法学教授。他常就阿以冲突发表意见，并就此问题撰写了几本著作。他曾为迈克·泰森、派翠西亚·赫斯特、朱利安·阿桑奇、哈里·里姆斯、哈维·温斯坦和杰弗里·爱泼斯坦辩护，参与辛普森案的梦之队和对美国总统特朗普的弹劾。

## 作品
- 《你的权利从哪里来？》
- 《致年轻律师的信》
- 《一辩到底：我的法律人生》
- 《法律创世纪》
- 《最好的辩护》